# Grand Prix du Morbihan 2021
Il Grand Prix du Morbihan 2021, quarantaquattresima edizione della corsa, valida come quarantacinquesima prova dell'UCI ProSeries 2021 categoria 1.Pro e della Coppa di Francia 2021, si svolse il 16 ottobre 2021 su un percorso di 176,9 km, con partenza e arrivo a Grand-Champ, in Francia. La vittoria fu appannaggio del belga Arne Marit, il quale completò il percorso in 3h51'40", alla media di 45,816 km/h, precedendo il francese Bryan Coquard ed l'italiano Elia Viviani.
Sul traguardo di Grand-Champ 85 ciclisti, su 103 partenti, hanno portato a termine la competizione.

## Squadre e corridori partecipanti
| N.    | Cod. | Squadra                |
| ----- | ---- | ---------------------- |
| 1-7   | ACT  | AG2R Citroën Team      |
| 11-17 | COF  | Cofidis                |
| 21-27 | GFC  | Groupama-FDJ           |
| 31-37 | BBK  | B&B Hotels             |
| 41-47 | ARK  | Team Arkéa-Samsic      |
| 51-57 | TEN  | TotalEnergies          |
| 61-66 | BBH  | Burgos-BH              |
| 71-77 | UXT  | Uno-X Pro Cycling Team |

| N.      | Cod. | Squadra                         |
| ------- | ---- | ------------------------------- |
| 81-87   | SVB  | Sport Vlaanderen-Baloise        |
| 91-95   | RLY  | Rally Cycling                   |
| 101-106 | AUB  | St Michel-Auber 93              |
| 111-116 | XRL  | Xelliss-Roubaix Lille Métropole |
| 121-127 | TIS  | Tarteletto-Isorex               |
| 131-135 | BAI  | Bike Aid                        |
| 141-146 | EVO  | EvoPro Racing                   |
| 151-157 | FRA  | Francia                         |

## Ordine d'arrivo (Top 10)
| Pos. | Corridore        | Squadra      | Tempo    |
| ---- | ---------------- | ------------ | -------- |
| 1    | Arne Marit       | Sport Vlaan. | 3h51'40" |
| 2    | Bryan Coquard    | B&B Hotels   | s.t.     |
| 3    | Elia Viviani     | Cofidis      | s.t.     |
| 4    | Jason Tesson     | St Michel    | s.t.     |
| 5    | Dorian Godon     | AG2R         | s.t.     |
| 6    | Manuel Peñalver  | Burgos       | s.t.     |
| 7    | Théo Cotard      | Francia      | s.t.     |
| 8    | Romain Cardis    | St Michel    | s.t.     |
| 9    | Andreas Goeman   | Tarteletto   | s.t.     |
| 10   | Lilian Calmejane | AG2R         | s.t.     |